# Estanislao Sánchez Salvador
Estanislao Sánchez Salvador   (Lumbreras, 1774 - Madrid, 16 de juny de 1823) va ser un militar i polític espanyol.
Militar que va combatre durant la Guerra del francès, on fou cap d'estat major a la batalla de San Marcial. Ferran VII el va nomenar general en cap de l'Exèrcit de l'Alt Perú en 1816. Durant el Trienni liberal va ser interinament ministre de la Guerra de setembre de 1821 a gener de 1822. Es va suïcidar a Cadis la nit entre el 17 i el 18 de juny de 1823, quan era secretari interí de la Guerra, després de deixar una nota que s'ha trobat entre els papers del ministre José María Calatrava:
"La vida se'm fa cada vegada més insuportable, i el convenciment d'aquesta veritat m'arrossega a prendre l'horrorosa resolució d'acabar la meva existència per les meves pròpies mans. Penso executar aquest atemptat amb una navalla d'afaitar, la qual cosa declaro perquè de cap manera es pugui inculpar a ningú de delicte. Estanislao Salvador"
Va dur a terme la seva intenció, com es llegeix a El Restaurador de Cadis, nombre corresponent al 19 de juny de 1823.